# Litsea areolata
Litsea areolata är en lagerväxtart som beskrevs av Jacob Gijsbert Boerlage. Litsea areolata ingår i släktet Litsea och familjen lagerväxter. Inga underarter finns listade i Catalogue of Life.